# Jean-Pierre Welter
Jean-Pierre (Jempi) Welter (Ernster, 2 juni 1902 – Luxemburg-Stad, 14 maart 1945) was een Luxemburgs journalist, dichter en auteur. Hij gebruikte diverse pseudoniemen, de bekendste was Thériente.

## Leven en werk
Jean-Pierre of Jempi Welter, was een zoon van schoolmeester en muziekkenner Eduard Welter en Anna Schergen. Niet lang na zijn geboorte verhuisde het gezin naar Steinfort, vlak bij de Belgische grens. Hij studeerde aan het Athénée de Luxembourg in de hoofdstad. Hij werkte daarna als bediende bij een inkoopkantoor (1924-1928) in Differdange en als secretaris bij een ingenieursbureau in Brussel.
In de periode 1922-1934 publiceerde Welter samen met Eugène Forman het satirisch weekblad De Gukuk, waarvoor hij in eerste instantie tekeningen maakte en later ook gedichten en prozastukken schreef. Welter werd in 1935 fulltime journalist. Hij schreef als correspondent voor verschillende kranten en was redacteur van het Luxemburger Volksblatt (1933-1940) en het Escher Tageblatt (1940-1944). Hij schreef daarnaast onder meer gedichten, liedjes, revues en toneelstukken in het Luxemburgs en Duits. Tussen 1933 en 1940 werden vijf politieke revues van hem met groot succes opgevoerd in Luxemburg-Stad, Esch-sur-Alzette en Ettelbruck. Uit de revues ontstonden een groot aantal liederen. Hij schreef zijn teksten voornamelijk op melodieën van internationale hits. Zo schreef hij Un der Atert (Aan de Attert) op de melodie van Oh My Darling, Clementine.
In de nadagen van de Tweede Wereldoorlog leer hij in Redange, waar zijn stiefzus woonde, een Amerikaanse majoor kennen. Tijdens een ritje in de jeep van de majoor kregen zij een ongeluk en Welter raakte ernstig gewond. Hij overleed in de Clinique Saint-François aan de Vismarkt in Luxemburg-Stad aan de gevolgen van het ongeval. Hij werd begraven in Steinfort.

## Enkele werken
Revues
- 1933: YoYo (Stadstheater)
- 1936: `t ass net erlaabt (Hotel de la Poste, Al Avenue)
- 1937: `t ass eppes dran
- 1937: `t ass allerhand (Hotel Alfa)
- 1940: Ass dat nach dran? (Hotel Alfa)

Liederen
- Un der Atert
- Den décken Heng
- De Stoussnéckel
- D'Kanéileliss vu Weier
- Cojellico's Jang

- Virtual International Authority File: 116145004648661340247